# Tatiana del Liechtenstein
Tatiana del Liechtenstein (nome completo in tedesco Tatjana Nora Maria, coniugata von Lattorff; San Gallo, 10 aprile 1973) è una principessa liechtensteinese.

## Biografia

### Gioventù
La principessa Tatiana è nata a San Gallo nel 1973, quartogenita di Giovanni Adamo II e di Marie Kinsky von Wchinitz und Tettau, all'epoca principi ereditari.
Venne battezzata dal parroco Ludwig Schnüriger il 5 maggio nella chiesa di Vaduz, con la zia Nora come madrina.
Dal 1979 al 1984 frequentò la scuola elementare di Ebenholz e nel 1992 conseguì il diploma di maturità svizzera al Liechtensteinisches Gymnasium. Dopo due soggiorni linguistici in Belgio e in Francia, tra il 1993 e il 1997 frequentò l'European Business School a Madrid e Parigi, ottenendo un Master in Business Administration.
Oltre al tedesco, padroneggia fluentemente l'inglese, lo spagnolo e il francese e ha conoscenze basilari dell'italiano.

### Carriera e attività
Lavorò come tirocinante a Londra e Dublino per la LGT Bank nel 1992 e nuovamente a Londra per EDF MAN nel 1996. Dal 1997 al 1998 fu impiegata a Francoforte sul Meno presso Malteser Hilfsdienst.
Dal 2015 presiede il consiglio della Fürst Franz Josef von Liechtenstein Stiftung. Nel 2017 è diventata la presidente del consiglio consultivo di Teach For All in Europa e membro del consiglio della Fürstin Gina von Liechtenstein Stiftung. È nel consiglio consultivo di Sindbad Austria a Vienna dal 2019 e presiede dal 2020 la Vienna International School Association.
È amministratrice delegata della Prince Liechtenstein Philanthropy Foundation e dal 2024 è vice presidente del consiglio di sorveglianza del Liechtenstein Group AG.

### Vita privata
Nel 1997 iniziò una relazione con il barone Matthias Claus-Just Carl Philipp von Lattorff (Graz, 25 marzo 1968), primo dei tre figli di Claus-Jürgen (1941-2016) e della sua prima moglie, la contessa Julia Maria Theresia Batthyány de Angol-Ujvár (1940).
Il 5 giugno 1999 si sposarono presso la cattedrale di San Florino. I suoi interessi personali includono l'escursionismo, il ciclismo, lo sci e la lettura.

## Patrocini
- SOS Villaggi dei bambini Liechtenstein.[10]

## Discendenza
Tatiana del Liechtenstein e Philipp von Lattorff hanno due figli e cinque figlie:
- Lukas Maria (Wiesbaden, 13 maggio 2000);
- Elisabeth Maria Angela Tatjana (Grabs, 25 gennaio 2002);
- Marie Teresa (Grabs, 18 gennaio 2004);
- Camilla Maria Katharina (Monza, 4 novembre 2005);
- Anna Pia Theresia Maria (Goldgeben, 3 agosto 2007);
- Sophie Katharina Maria (Goldgeben, 30 ottobre 2009);
- Maximilian Maria (Goldgeben, 17 dicembre 2011).

## Titoli e trattamento
- 10 aprile 1973 - 26 ottobre 1993: Sua Altezza Serenissima, la principessa Tatiana del Liechtenstein
- 26 ottobre 1993 - 5 giugno 1999: Sua Altezza Serenissima, la principessa Tatiana del Liechtenstein, contessa di Rietberg
- 5 giugno 1999 - attuale: Sua Altezza Serenissima, la principessa Tatiana del Liechtenstein, contessa di Rietberg, baronessa von Lattorff

## Ascendenza
|                                               |                                                  |                                                      | Genitori                                 |  |  | Nonni |  |  | Bisnonni                |  |  | Trisnonni                 |  |
|                                               |                                                  |                                                      |                                          |  |  |       |  |  | Luigi del Liechtenstein |  |  | Alfredo del Liechtenstein |  |
|                                               |                                                  |                                                      |                                          |  |  |       |  |  | Luigi del Liechtenstein |  |  | Alfredo del Liechtenstein |  |
|                                               |                                                  | Enrichetta del Liechtenstein                         |                                          |  |  |       |  |  | Luigi del Liechtenstein |  |  |                           |  |
| Francesco Giuseppe II del Liechtenstein       |                                                  |                                                      |                                          |  |  |       |  |  | Luigi del Liechtenstein |  |  |                           |  |
|                                               |                                                  | Elisabetta Amalia d'Asburgo-Lorena                   | Carlo Ludovico d'Asburgo-Lorena          |  |  |       |  |  |                         |  |  |                           |  |
|                                               |                                                  | Elisabetta Amalia d'Asburgo-Lorena                   | Carlo Ludovico d'Asburgo-Lorena          |  |  |       |  |  |                         |  |  |                           |  |
|                                               |                                                  | Elisabetta Amalia d'Asburgo-Lorena                   | Maria Teresa di Braganza                 |  |  |       |  |  |                         |  |  |                           |  |
| Giovanni Adamo II del Liechtenstein           |                                                  | Elisabetta Amalia d'Asburgo-Lorena                   |                                          |  |  |       |  |  |                         |  |  |                           |  |
|                                               |                                                  | Ferdinand von Wilczek                                | Johann Nepomuk von Wilczek               |  |  |       |  |  |                         |  |  |                           |  |
|                                               |                                                  | Ferdinand von Wilczek                                | Johann Nepomuk von Wilczek               |  |  |       |  |  |                         |  |  |                           |  |
|                                               |                                                  | Ferdinand von Wilczek                                | Elisabeth Kinsky von Wchinitz und Tettau |  |  |       |  |  |                         |  |  |                           |  |
| Giorgina di Wilczek                           |                                                  | Ferdinand von Wilczek                                |                                          |  |  |       |  |  |                         |  |  |                           |  |
|                                               |                                                  | Nora Kinsky von Wchinitz und Tettau                  | Zdenko Kinsky von Wchinitz und Tettau    |  |  |       |  |  |                         |  |  |                           |  |
|                                               |                                                  | Nora Kinsky von Wchinitz und Tettau                  | Zdenko Kinsky von Wchinitz und Tettau    |  |  |       |  |  |                         |  |  |                           |  |
|                                               |                                                  | Nora Kinsky von Wchinitz und Tettau                  | Georgina Festetics de Tolna              |  |  |       |  |  |                         |  |  |                           |  |
| Tatiana del Liechtenstein                     |                                                  | Nora Kinsky von Wchinitz und Tettau                  |                                          |  |  |       |  |  |                         |  |  |                           |  |
|                                               | Ferdinand Vincenz Kinsky von Wchinitz und Tettau | Ferdinand Bonaventura Kinsky von Wchinitz und Tettau |                                          |  |  |       |  |  |                         |  |  |                           |  |
|                                               | Ferdinand Vincenz Kinsky von Wchinitz und Tettau | Ferdinand Bonaventura Kinsky von Wchinitz und Tettau |                                          |  |  |       |  |  |                         |  |  |                           |  |
|                                               | Ferdinand Vincenz Kinsky von Wchinitz und Tettau | Marie von und zu Liechtenstein                       |                                          |  |  |       |  |  |                         |  |  |                           |  |
| Ferdinand Carl Kinsky von Wchinitz und Tettau | Ferdinand Vincenz Kinsky von Wchinitz und Tettau |                                                      |                                          |  |  |       |  |  |                         |  |  |                           |  |
|                                               |                                                  | Aglaë von Auersperg                                  | Adolf von Auersperg                      |  |  |       |  |  |                         |  |  |                           |  |
|                                               |                                                  | Aglaë von Auersperg                                  | Adolf von Auersperg                      |  |  |       |  |  |                         |  |  |                           |  |
|                                               |                                                  | Aglaë von Auersperg                                  | Johanna Festetics de Tolna               |  |  |       |  |  |                         |  |  |                           |  |
| Marie Kinsky von Wchinitz und Tettau          |                                                  | Aglaë von Auersperg                                  |                                          |  |  |       |  |  |                         |  |  |                           |  |
|                                               |                                                  | Eugen Ledebur-Wicheln                                | Johann Ledebur-Wicheln                   |  |  |       |  |  |                         |  |  |                           |  |
|                                               |                                                  | Eugen Ledebur-Wicheln                                | Johann Ledebur-Wicheln                   |  |  |       |  |  |                         |  |  |                           |  |
|                                               |                                                  | Eugen Ledebur-Wicheln                                | Karoline Czernin von und zu Chudenitz    |  |  |       |  |  |                         |  |  |                           |  |
| Henriette Caroline von Ledebur-Wicheln        |                                                  | Eugen Ledebur-Wicheln                                |                                          |  |  |       |  |  |                         |  |  |                           |  |
|                                               |                                                  | Eleonore Larisch von Moennich                        | Heinrich Larisch von Moennich            |  |  |       |  |  |                         |  |  |                           |  |
|                                               |                                                  | Eleonore Larisch von Moennich                        | Heinrich Larisch von Moennich            |  |  |       |  |  |                         |  |  |                           |  |
|                                               |                                                  | Eleonore Larisch von Moennich                        | Henriette Larisch von Mönnich            |  |  |       |  |  |                         |  |  |                           |  |
|                                               |                                                  | Eleonore Larisch von Moennich                        |                                          |  |  |       |  |  |                         |  |  |                           |  |